# BMW F 800 GS
La F 800 GS est un modèle de motocyclette de la marque BMW Motorrad. Le moteur est un bicylindre en ligne Rotax de 798 cm3.
Depuis 2018, la F 850 GS lui succède.

## Histoire

### Modèles 2007 à 2012
Fin 2007, BMW présente une alternative tout-terrain à ses modèles S et ST, la F 800 GS. Le moteur délivre 85 chevaux, mais à 7 500 tr/min, pour un couple de 8,3 mkg à 7 500 tr/min. Une option permet d'adapter le moteur aux essences avec un indice d'octane moins fort que celui que l'on trouve en Europe, faisant descendre la puissance à 83 chevaux et le couple à 8,1 mkg aux mêmes régimes. Les suspensions avant et arrière ont respectivement des débattements de 230 et 215 mm. 
Certains détails ont changé par rapport aux modèles S et ST, mais les grandes différences se trouvent dans :
- Le cadre est un treillis tubulaire en acier.
- La Fourche télescopique est inversée et fait 45 mm de diamètre.
- La courroie de transmission secondaire est abandonnée au profit d'une chaîne.
- L'empattement est rallongé à 1 578 mm.
- Le bras oscillant est à double face.

Le freinage est assuré, à l'avant, par deux disques flottants de 300 mm diamètre, pincés par des étriers double piston. L'arrière est identique à la S.
La selle culmine à 880 mm et l'usine annonce un poids à sec de 185 kg.
Le style est repris, en ajoutant une extension sur le nez de la moto, servant de garde-boue secondaire à l'avant. 

### Modèles 2013 à 2017
En 2013, BMW décide de redessiner la moto. Les panneaux latéraux ont été retravaillés, le garde-boue avant a été agrandi et l'appareillage du guidon est modifié. Les pièces détachées de ces éléments ne sont plus compatibles avec les versions précédentes.

## Éditions spéciales
Pour la célébration des 30 ans de la R 80 GS, sorti en 1980, BMW a sorti une édition spéciale anniversaire de la F 800 GS en 2010. Ce modèle était de couleur blanche avec un siège rouge, ressemblant aux versions des GS participants au Paris-Dakar.
En 2012, BMW sort plusieurs modèles de moto en édition Triple Black, dont la F 800 GS Triple Black. La moto est entièrement noire, avec un châssis en gris granite, et des jantes en noir anodisé.
La F 800 GS Trophy Special Edition sort aussi en 2012. La moto est de couleur bleu et blanche, et le siège est tapissé en noir et gris. Les protèges-mains en plastique ont été livrés en standard.

## Usage de sécurité publique

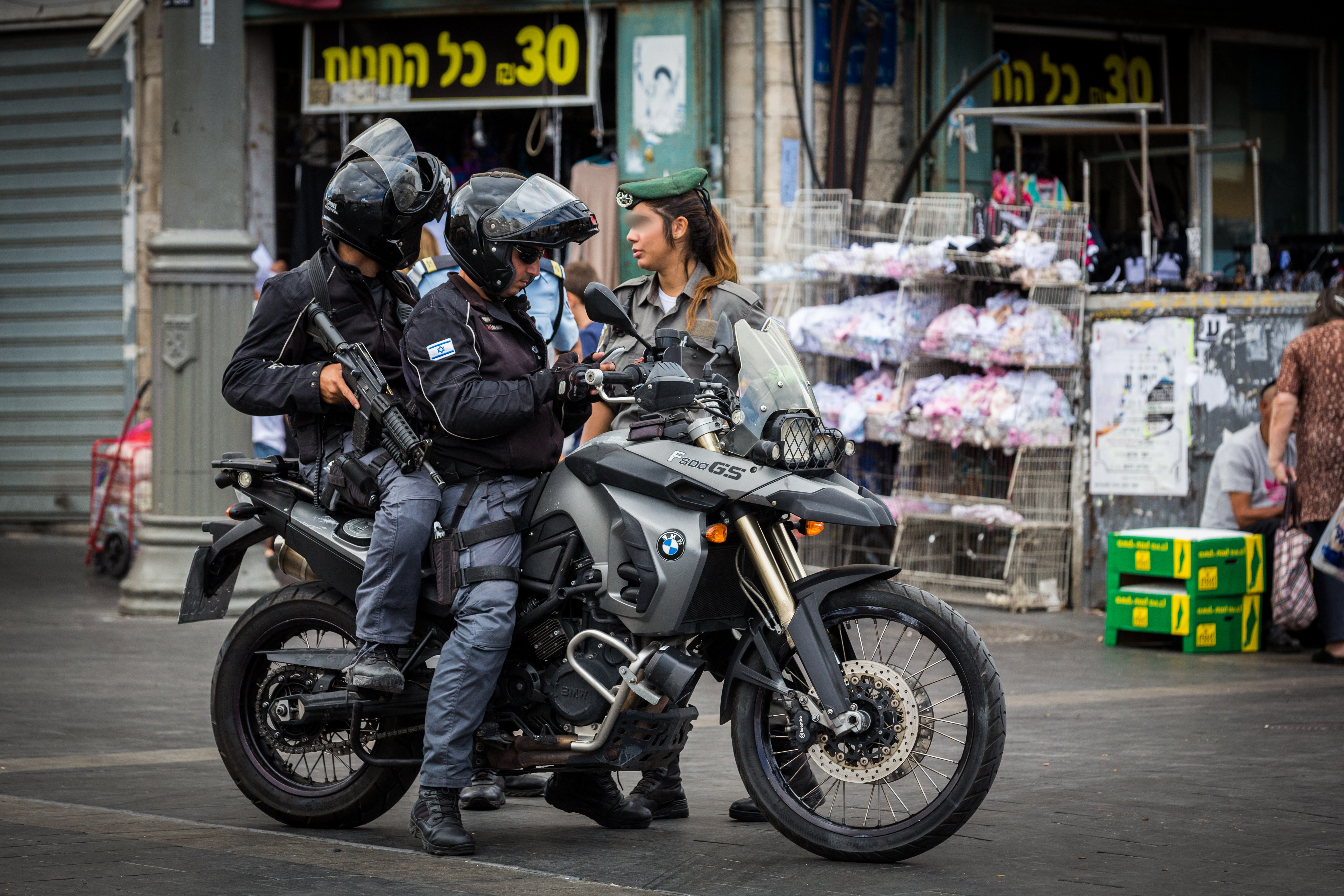
Patrouille du Yasam dans Jérusalem.

Des unités antiterroriste londoniennes se sont dotées de la 800 GS pour raccourcir leur délais d'intervention.

## Dans la culture populaire
- Deux F 800 GS apparaissent dans Batman The Dark Knight Rises lorsque Bane et ses complices prennent la fuite[3].
- Une  F 800 GS apparaît également aux mains de John Smilee lors de son recrutement, dans le film Expendables 3[4].